# Hallelujah (Leonard-Cohen-Lied)
Hallelujah ist ein Folk-Rock-Song des kanadischen Singer-Songwriters Leonard Cohen. Er wurde 1984 auf dem Album Various Positions veröffentlicht. Es existieren zahlreiche Coverversionen anderer Musiker, die in vielen Filmen und Fernsehserien verwendet wurden. Die bekanntesten stammen von Jeff Buckley, Rufus Wainwright und der A-cappella-Formation Pentatonix.

## Text
Der Text der ursprünglichen Version von Various Positions beginnt mit Verweisen auf König David aus dem Alten Testament. Dabei wird die Melodie des Liedes mit einer anderen in Verbindung gebracht, die dieser auf der Harfe für Gott spielte. Die zweite Strophe bezieht sich auf die Erzählung von Batseba (2 Sam 11 ) sowie auf Simson und Delila (Ri 16 ). Im weiteren Verlauf wird auch “the name” (siehe auch HaSchem), das Tetragrammaton (Name Gottes ohne Vokale) des Judentums, erwähnt. Der Refrain besteht jeweils aus mehrfacher Wiederholung des Wortes Hallelujah.
Eine Besonderheit des Songs ist, dass innerhalb des Textes auf die Harmonien des Liedes verwiesen wird: “It goes like this (Tonika), the fourth (Subdominante), the fifth (Dominante), the minor fall (parallelle Molltonart), and the major lift”: C, F, G, Am, F.
In der Live-Version von 1994, die sich auch auf More Best of Leonard Cohen von 1997 findet, fehlen die expliziten Bibelverweise. Nur die letzte Strophe wurde in leicht veränderter Formulierung übernommen (“I’ll stand before the Lord of Song / With nothing on my tongue but Hallelujah” wurde zu “I’ll stand right here before the Lord of Song / With nothing on my lips but Hallelujah”). Der Rest dieses neuen Textes beschäftigt sich überwiegend mit der Beziehung zwischen dem lyrischen Ich und einer Geliebten.

## Andere Interpretationen
Die Fanseite leonardcohenfiles.com führt inklusive Live-Versionen mehr als 100 Aufnahmen von Hallelujah durch andere Musiker auf. Bob Dylan war der erste, der bei einem Auftritt 1988 in Cohens Heimatstadt Montreal das Stück seines Freundes in sein Repertoire aufnahm. Eine weitere Coverversion nahm John Cale 1991 für das Cohen-Tributealbum I’m Your Fan auf. Der Text mischt beide veröffentlichten Cohen-Versionen. Von dieser Aufnahme beeinflusst wurden die bekannten Versionen von Jeff Buckley und Rufus Wainwright. Die Version von Alexandra Burke war der britische Weihnachts-Nummer-eins-Hit des Jahres 2008.
Damien Rice spielte den Song 2008 anlässlich der Aufnahme Cohens in die Rock and Roll Hall of Fame. Zu George Clooneys Spendenmarathon für Haiti, der am 23. Januar 2010 zugunsten der Erdbebenopfer auf Haiti unter dem Titel Hope for Haiti Now veranstaltet und weltweit übertragen wurde, wurde der Titel von Justin Timberlake interpretiert. Eine aufgezeichnete Version wurde am folgenden Tag auf dem Soundtrack-Album Hope for Haiti Now veröffentlicht und erreichte Platz 13 der Billboard Hot 100 Charts. Bei der Eröffnungsfeier der Olympischen Winterspiele 2010 am 12. Februar 2010 im BC Place Stadium in Vancouver wurde das Stück von k.d. lang gesungen. Adam Sandler parodierte den Song beim Benefizkonzert für die Opfer des Supersturms Sandy im Dezember 2012 im New Yorker Madison Square Garden. Am 19. Januar 2021 beendete die US-amerikanische Gospelsängerin Yolanda Adams am Lincoln Memorial in Washington eine Gedenkfeier für die über 400.000 Amerikaner, die an Covid-19 gestorben sind, mit einer Version des Liedes mit zwei leicht abgewandelte Strophen, indem sie „Maybe there's no God above“ in „I know that there's a God above“ änderte.
Der Berliner Max Prosa veröffentlichte auf dem 2013 erschienenen Album Rangoon eine deutschsprachige Fassung. Die Textübertragung stammt von Misha Schoeneberg. Der Text orientiert sich an der längeren Cohen-Fassung, die Begleitung an Buckley. Von Gerd Köster wurde der Text ins Kölsche übertragen. Die tschechische Sängerin und Schauspielerin Lucie Bílá singt eine ins Tschechische übersetzte Version. 2013 wurde der Titel im Rahmen einer Tour in das Repertoire von Gregorian aufgenommen. Eine 2014 für eine Hochzeitsfeier umgetextete Version des irischen Priesters Ray Kelly erreichte in kurzer Zeit Millionen Aufrufe bei YouTube.
Im Dezember 2015 veröffentlichte Lindsey Stirling eine größtenteils instrumentale Interpretation auf ihrem Youtube-Kanal. Im Dezember 2014 sang Xavier Naidoo den Titel in der Sendung Sing meinen Song – Das Weihnachtskonzert. Die Aufnahme belegte Rang 27 in den deutschen Singlecharts. Im Oktober 2016 veröffentlichte das texanische Vocal-Ensemble Pentatonix eine A-cappella-Version, die Platz 4 der deutschen Singlecharts erreichte. Im selben Jahr übersetzte der in Deutschland lebende US-Amerikaner Daniel Kahn das Stück ins Jiddische und trägt es seither zuweilen in Konzerten vor.
Leonard Cohen äußerte sich bezüglich der zahlreichen Interpretationen in einem Interview mit CBC im Jahr 2009: „Es ist ein guter Song, aber er wird von zu vielen Leuten gesungen.“ Allerdings mache sich ein leichtes Gefühl von Genugtuung in seinem Herzen breit, wenn er sich daran erinnere, dass seine amerikanische Plattenfirma den Song nicht veröffentlichen wollte: „Sie dachten, er sei nicht gut genug.“

## Verwendung als Soundtrack
Besondere Aufmerksamkeit erfuhr Hallelujah nach der Verwendung der Version von John Cale in dem Animationsfilm Shrek – Der tollkühne Held (2001); auf dem Soundtrack-Album findet sich hingegen die Version von Rufus Wainwright. Zu den weiteren Filmen, die das Lied verwendeten, gehören Watchmen (2009; Version von Cohen selbst), Smoke, Lord of War – Händler des Todes, Into the Wild (jeweils in der Version von Jeff Buckley), Die fetten Jahre sind vorbei (2004; Jeff Buckley im Film, Lucky Jim auf dem Soundtrack-Album), Basquiat (1996; John Cale), Saint Ralph (Version von Gord Downe), Barfuss (Version von Rea Garvey) und Wenn die Nacht beginnt (Instrumentalversion).
Auch in bekannten Fernsehserien wie etwa O.C., California, Dr. House, The West Wing, Without a Trace, Cold Case, Numbers (Version von k. d. lang), Scrubs – Die Anfänger (John Cale), Emergency Room, One Tree Hill, Herzensbrecher – Vater von vier Söhnen und Tatort kam Hallelujah in einzelnen Folgen vor.

## Chartplatzierungen

### Leonard Cohen
| Periode   | Höchstplatzierung, GesamtwochenChartplatzierungen (Periode, Platzierungen, Wochen) | Höchstplatzierung, GesamtwochenChartplatzierungen (Periode, Platzierungen, Wochen) | Höchstplatzierung, GesamtwochenChartplatzierungen (Periode, Platzierungen, Wochen) | Höchstplatzierung, GesamtwochenChartplatzierungen (Periode, Platzierungen, Wochen) | Höchstplatzierung, GesamtwochenChartplatzierungen (Periode, Platzierungen, Wochen) |
| Periode   | DE                                                                                 | AT                                                                                 | CH                                                                                 | UK                                                                                 | US                                                                                 |
| --------- | ---------------------------------------------------------------------------------- | ---------------------------------------------------------------------------------- | ---------------------------------------------------------------------------------- | ---------------------------------------------------------------------------------- | ---------------------------------------------------------------------------------- |
| 2008/09   | —                                                                                  | —                                                                                  | —                                                                                  | UK36 (2 Wo.)UK                                                                     | —                                                                                  |
|           |                                                                                    |                                                                                    |                                                                                    |                                                                                    |                                                                                    |
|           |                                                                                    |                                                                                    |                                                                                    |                                                                                    |                                                                                    |
| 2010/11   | —                                                                                  | AT67 (1 Wo.)AT                                                                     | —                                                                                  | —                                                                                  | —                                                                                  |
|           |                                                                                    |                                                                                    |                                                                                    |                                                                                    |                                                                                    |
|           |                                                                                    |                                                                                    |                                                                                    |                                                                                    |                                                                                    |
| 2014/15   | —                                                                                  | —                                                                                  | CH66 (1 Wo.)CH                                                                     | —                                                                                  | —                                                                                  |
|           |                                                                                    |                                                                                    |                                                                                    |                                                                                    |                                                                                    |
|           |                                                                                    |                                                                                    |                                                                                    |                                                                                    |                                                                                    |
| 2016/17   | DE27 (1 Wo.)DE                                                                     | AT13 (1 Wo.)AT                                                                     | CH2 (2 Wo.)CH                                                                      | UK80 (1 Wo.)UK                                                                     | US59 (1 Wo.)US                                                                     |
| Insgesamt | DE27 (1 Wo.)DE                                                                     | AT13 (2 Wo.)AT                                                                     | CH2 (3 Wo.)CH                                                                      | UK36 (3 Wo.)UK                                                                     | US59 (1 Wo.)US                                                                     |

### Version von Jeff Buckley
| Periode   | Höchstplatzierung, GesamtwochenChartplatzierungen (Periode, Platzierungen, Wochen) | Höchstplatzierung, GesamtwochenChartplatzierungen (Periode, Platzierungen, Wochen) | Höchstplatzierung, GesamtwochenChartplatzierungen (Periode, Platzierungen, Wochen) | Höchstplatzierung, GesamtwochenChartplatzierungen (Periode, Platzierungen, Wochen) |
| Periode   | DE                                                                                 | AT                                                                                 | CH                                                                                 | UK                                                                                 |
| --------- | ---------------------------------------------------------------------------------- | ---------------------------------------------------------------------------------- | ---------------------------------------------------------------------------------- | ---------------------------------------------------------------------------------- |
| 2007/08   | —                                                                                  | —                                                                                  | —                                                                                  | UK74 (4 Wo.)UK                                                                     |
| 2008/09   | —                                                                                  | AT57 (5 Wo.)AT                                                                     | CH38 (35 Wo.)CH                                                                    | UK2 (18 Wo.)UK                                                                     |
| 2009/10   | —                                                                                  | AT55 (2 Wo.)AT                                                                     | CH40 (5 Wo.)CH                                                                     | —                                                                                  |
| 2010/11   | —                                                                                  | AT55 (5 Wo.)AT                                                                     | CH61 (5 Wo.)CH                                                                     | —                                                                                  |
|           |                                                                                    |                                                                                    |                                                                                    |                                                                                    |
|           |                                                                                    |                                                                                    |                                                                                    |                                                                                    |
| 2012/13   | DE38 (4 Wo.)DE                                                                     | AT38 (3 Wo.)AT                                                                     | CH46 (1 Wo.)CH                                                                     | —                                                                                  |
| 2013/14   | DE75 (4 Wo.)DE                                                                     | AT47 (1 Wo.)AT                                                                     | —                                                                                  | —                                                                                  |
| Insgesamt | DE38 (8 Wo.)DE                                                                     | AT38 (16 Wo.)AT                                                                    | CH38 (46 Wo.)CH                                                                    | UK2 (22 Wo.)UK                                                                     |

### Version von Alexandra Burke
| Periode   | Höchstplatzierung, GesamtwochenChartplatzierungen (Periode, Platzierungen, Wochen) | Höchstplatzierung, GesamtwochenChartplatzierungen (Periode, Platzierungen, Wochen) |
| Periode   | AT                                                                                 | UK                                                                                 |
| --------- | ---------------------------------------------------------------------------------- | ---------------------------------------------------------------------------------- |
| 2008/09   | —                                                                                  | UK1 (16 Wo.)UK                                                                     |
| 2009/10   | —                                                                                  | UK70 (4 Wo.)UK                                                                     |
| 2010/11   | AT59 (1 Wo.)AT                                                                     | —                                                                                  |
| 2011/12   | AT53 (2 Wo.)AT                                                                     | —                                                                                  |
| Insgesamt | AT53 (3 Wo.)AT                                                                     | UK1 (20 Wo.)UK                                                                     |

### Version von Matt Morris feat. Charlie Sexton & Justin Timberlake
| Periode | Höchstplatzierung, GesamtwochenChartplatzierungen (Periode, Platzierungen, Wochen) | Höchstplatzierung, GesamtwochenChartplatzierungen (Periode, Platzierungen, Wochen) | Höchstplatzierung, GesamtwochenChartplatzierungen (Periode, Platzierungen, Wochen) |
| Periode | AT                                                                                 | UK                                                                                 | US                                                                                 |
| ------- | ---------------------------------------------------------------------------------- | ---------------------------------------------------------------------------------- | ---------------------------------------------------------------------------------- |
| 2009/10 | AT22 (4 Wo.)AT                                                                     | UK91 (1 Wo.)UK                                                                     | US13 (3 Wo.)US                                                                     |

### Version von Xavier Naidoo
| Periode   | Höchstplatzierung, GesamtwochenChartplatzierungen (Periode, Platzierungen, Wochen) | Höchstplatzierung, GesamtwochenChartplatzierungen (Periode, Platzierungen, Wochen) | Höchstplatzierung, GesamtwochenChartplatzierungen (Periode, Platzierungen, Wochen) |
| Periode   | DE                                                                                 | AT                                                                                 | CH                                                                                 |
| --------- | ---------------------------------------------------------------------------------- | ---------------------------------------------------------------------------------- | ---------------------------------------------------------------------------------- |
| 2014/15   | DE27 (3 Wo.)DE                                                                     | AT20 (2 Wo.)AT                                                                     | CH36 (2 Wo.)CH                                                                     |
| Insgesamt | DE27 (3 Wo.)DE                                                                     | AT20 (2 Wo.)AT                                                                     | CH36 (2 Wo.)CH                                                                     |

### Version von Lindsey Stirling
| Periode   | Höchstplatzierung, GesamtwochenChartsChartplatzierungen (Periode, Platzierungen, Wochen) |
| Periode   | US                                                                                       |
| --------- | ---------------------------------------------------------------------------------------- |
| 2015/16   | US81 (1 Wo.)US                                                                           |
| Insgesamt | US81 (1 Wo.)US                                                                           |

### Version von Pentatonix
| Periode   | Höchstplatzierung, GesamtwochenChartplatzierungen (Periode, Platzierungen, Wochen) | Höchstplatzierung, GesamtwochenChartplatzierungen (Periode, Platzierungen, Wochen) | Höchstplatzierung, GesamtwochenChartplatzierungen (Periode, Platzierungen, Wochen) | Höchstplatzierung, GesamtwochenChartplatzierungen (Periode, Platzierungen, Wochen) | Höchstplatzierung, GesamtwochenChartplatzierungen (Periode, Platzierungen, Wochen) |
| Periode   | DE                                                                                 | AT                                                                                 | CH                                                                                 | UK                                                                                 | US                                                                                 |
| --------- | ---------------------------------------------------------------------------------- | ---------------------------------------------------------------------------------- | ---------------------------------------------------------------------------------- | ---------------------------------------------------------------------------------- | ---------------------------------------------------------------------------------- |
| 2016/17   | DE4 (11 Wo.)DE                                                                     | AT1 (11 Wo.)AT                                                                     | CH7 (11 Wo.)CH                                                                     | —                                                                                  | US23 (11 Wo.)US                                                                    |
| 2017/18   | DE12 (4 Wo.)DE                                                                     | AT19 (4 Wo.)AT                                                                     | CH24 (4 Wo.)CH                                                                     | —                                                                                  | —                                                                                  |
| 2018/19   | DE12 (4 Wo.)DE                                                                     | AT8 (3 Wo.)AT                                                                      | CH24 (2 Wo.)CH                                                                     | —                                                                                  | —                                                                                  |
| 2019/20   | DE21 (4 Wo.)DE                                                                     | AT8 (4 Wo.)AT                                                                      | CH45 (1 Wo.)CH                                                                     | —                                                                                  | —                                                                                  |
| 2020/21   | DE17 (5 Wo.)DE                                                                     | AT16 (5 Wo.)AT                                                                     | CH76 (3 Wo.)CH                                                                     | —                                                                                  | —                                                                                  |
| 2021/22   | DE20 (5 Wo.)DE                                                                     | AT18 (5 Wo.)AT                                                                     | CH70 (3 Wo.)CH                                                                     | —                                                                                  | —                                                                                  |
| 2022/23   | DE21 (6 Wo.)DE                                                                     | AT19 (5 Wo.)AT                                                                     | CH37 (4 Wo.)CH                                                                     | —                                                                                  | —                                                                                  |
| 2023/24   | DE18 (5 Wo.)DE                                                                     | AT17 (5 Wo.)AT                                                                     | CH20 (5 Wo.)CH                                                                     | —                                                                                  | —                                                                                  |
| 2024/25   | DE19 (5 Wo.)DE                                                                     | AT17 (5 Wo.)AT                                                                     | CH18 (5 Wo.)CH                                                                     | UK84 (1 Wo.)UK                                                                     | —                                                                                  |
| Insgesamt | DE4 (49 Wo.)DE                                                                     | AT1 (47 Wo.)AT                                                                     | CH7 (38 Wo.)CH                                                                     | UK84 (1 Wo.)UK                                                                     | US23 (11 Wo.)US                                                                    |

### Version von Carrie Underwood und John Legend
| Periode   | Höchstplatzierung, GesamtwochenChartsChartplatzierungen (Periode, Platzierungen, Wochen) |
| Periode   | US                                                                                       |
| --------- | ---------------------------------------------------------------------------------------- |
| 2020/21   | US54 (3 Wo.)US                                                                           |
| Insgesamt | US54 (3 Wo.)US                                                                           |

## Rezeption
2007 wurde Hallelujah in der Version von Jeff Buckley von der britischen Zeitschrift Q in einer Rangliste der Greatest Songs Ever Written genannt.
Der Song und seine Entstehungsgeschichte sind Gegenstand des 2022 veröffentlichten Dokumentarfilms Hallelujah: Leonard Cohen, A Journey, A Song, verantwortet von Dan Geller und Dayna Goldfine.